# Kin Ping Meh
Kin Ping Meh (chin. für Pflaumenblütenzweig in goldener Vase) war eine Krautrock-Band aus Mannheim, die sich nach dem gleichnamigen chinesischen Roman benannte.

## Geschichte
Die Band wurde im Jahr 1969 in Mannheim von Joachim Schäfer, Werner Stephan, Frieder Schmitt, Torsten Herzog, Kalle Weber und Willie Wagner gegründet (ein Teil der Ur-Gruppe war die Schülerband „Thunderbirds“ und die damals bekannte Popband "Take Five"). Sie wurde von Polydor bei einem Wettbewerb von Bild am Sonntag auf der Reeperbahn entdeckt und nahm 1970 die Single Everything's My Way/Woman sowie kurz danach die zweite Single, Alexandra/Everyday, auf.
1971 erschien ihr Album, das 2004 neu veröffentlicht wurde. Es folgte No. 2 aus dem Jahr 1972, No. 3 erschien 1973.
Das vierte Album war Virtues and Sins von 1974, das auch in Argentinien, und zwar als Virtudes y Pecados erschien. Das Plattencover gestaltete der Grafiker und Fotograf Günter Blum, der auch 1976 die Grafik zur Doppel-LP Concrete schuf. 1977 erschien die letzte LP, Kin Ping Meh.
Es erschienen noch drei Kompilationen – 1973 Rock Sensations mit Aufnahmen der zweiten und dritten LP, 1981 Rock in Deutschland Vol. 4 und 1991 Hazy Age on Stage auf 180 Gramm Vinyl, die Liveaufnahmen zwischen 1971 und 1973 enthält.
Ein Bandmitglied im Laufe der Bandgeschichte war der Gitarrist Gagey Mrozeck, der später für Herbert Grönemeyer spielte und danach als Musikproduzent mit Künstlern wie Udo Lindenberg arbeitete. Weitere Mitglieder waren der Keyboarder Chris Axel Klöber (* 31. August 1948), der früher bei der Berliner Band Curly Curve gespielt hatte und Geff Harrison (* 24. August 1947), ehemaliger Sänger von Twenty Sixty Six and Then, der später die Geff Harrison Band gründete.

## Besetzung
- LP Kin Ping Meh: Kalle Weber (Schlagzeug), Willie Wagner (Gitarre), Werner Stephan (Gesang), Torsten Herzog (Bass), Frieder  Schmitt (Keyboard)
- LP No2: Torsten Herzog (Bass, Gesang), Frieder Schmitt (Keyboard), Kalle Weber (Schlagzeug), Willie Wagner (Gitarre, Gesang), Werner Stephan (Gesang), Uli Groß (Gitarre), Gerhard (Gagey) Mrozeck (Gitarre)
- LP No3: Geff Harrison (Gesang), Gagey Mrozeck (Gitarre), Alan Joe Wroe (Bass), Kalle Weber (Schlagzeug), Frieder Schmitt (Keyboard)
Gäste u. a. Uli Groß (Gitarre), Werner Stephan (Gesang)
- LP Virtues and Sins: Geff Harrison (Gesang), Gagey Mrozeck (Gitarre), Alan Joe Wroe (Bass), Charlie Weber (Schlagzeug), Frieder Schmitt (Keyboard)
- Doppel-LP Concrete: Geff Harrison (Gesang), Gagey Mrozeck (Gitarre), Chris Klöber (Keyboard), Alan Joe Wroe (Bass), Charlie Weber (Schlagzeug)
- LP Kin Ping Meh: Michael Pozz (Gesang), Gagey Mrozeck (Gitarre), Charlie Weber (Schlagzeug), Chuck Trevor (Thomas Tscheschner) (Bass), Ron Sheepmaker (Keyboard)

## Diskografie
Alben
- 1971: Kin Ping Meh (Polydor)
- 1972: No. 2 (Zebra)
- 1973: 3 (Zebra)
- 1974: Virtues & Sins (Nova)
- 1976: Concrete (Nova)
- 1977: Kin Ping Meh (Bacillus Records)
- 1991: Hazy Age on Stage (Second Battle)

Singles
- 1970: Everything's My Way / Woman (Polydor)
- 1971: Every Day / Alexandra (Polydor)
- 1971: Too Many People / My Dove (Polydor)
- 1973: Sunday Morning Eve / Come Down To The Riverside (Zebra/Polydor)
- 1973: I Wanna Be Lazy / Sometime (Zebra/Polydor)
- 1974: Good Time Gracie / Liar (Nova/Teldec)
- 1975: Me and I / Blue Horizon (Nova/Teldec)
- 1976: Dancing In The Street / Light Entertainment (Nova/Teldec)